# John Nylund
John Eliel Nylund, född 2 maj 1880 i Nykarleby, död 27 februari 1940 i Helsingfors, var en finländsk företagsledare. Han var far till Ingmar Nylund.
Nylund vistades 1903–1904 i USA, grundade 1911 egen textilaffär med postorderförsäljning i Vasa och flyttade 1918 sin rörelse till Helsingfors, där den arbetade som partiaffär för både inhemska och utländska industrialster. År 1933 öppnade han enhetsprisaffären Tempo, som var den första i sitt slag i landet och byggde på utländska förebilder. Butiken var liksom ett varuhus indelad i avdelningar men mycket spartanskt inredd för att hålla kostnaderna nere. År 1938 öppnades en filial på Broholmsgatan i Helsingfors, och 1939 fick affären ytterligare en filial i Tammerfors. Tempo nedlades 1976, och huset vid Mannerheimvägen 2 i Helsingfors revs 1978.